# Hesperilla mastersi
Hesperilla mastersi é uma espécie de borboleta da família Hesperiidae.